# 맛있는 인생 (영화)
"맛있는 인생"은 2010년에 개봉한 대한민국의 영화이다.

## 캐스팅
- 류승수 : 조 대표 역
- 이솜 : 민아 역
- 나윤성 : 맛사지남 역
- 이윤선 : 순진녀 역
- 이영랑 : 중년녀 역
- 안지혜 : 횟집녀 역
- 심경자 : 민아 할머니 역
- 윤성재 : 방파제 낚시남 1  역
- 김영천 : 방파제 낚시남 2 역
- 박충신 : 목사님 역
- 조성규 : 대리운전기사 역
- 김정남 : 주문진 문어아줌마 역
- 이종순 : 평창식당 아줌마 역
- 박이추 : 보헤미안 박선생님 역
- 안효정 : 보헤미안 종업원 역
- 강계선 : 대진철물점 아줌마 역
- 임강윤 : 현대호텔 여직원 역
- 박해일 : 봉 감독 (목소리) 역
- 조성규 : 김 선배 (목소리) 역
- 조은경 : 조 과장 (목소리) 역
- 조은운 : 해금강 손님 (목소리) 역
- 백원길 : 매니저 강씨 역 (우정출연)
- 고창석 : 횟집주인 고씨 역 (우정출연)
- 이정은 : 강씨부인 역 (우정출연)
- 백현진 : 카페주인 김민호 역 (우정출연)
- 휘황 : 뮤지션 주 역 (우정출연)
- 백재호 : 뮤지션 재욱 역 (우정출연)